# Player (álbum de M. Pokora)
Player es el segundo álbum del cantante pop/R&B M. Pokora.
Lanzado el 26 de enero de 2006 en Francia. El álbum debutó como número 1 en su país natal. En su primera semana obtuvo ventas superiores a 100.000 copias.

## Lista de canciones
| #  | Título                                                         | Productor(s)                                           | Colaboración(s) |
| -- | -------------------------------------------------------------- | ------------------------------------------------------ | --------------- |
| 1  | "De Retour"                                                    | D-Town Productions                                     | Tyron Carter    |
| 2  | "Player"                                                       | The Bionix                                             |                 |
| 3  | "Oh La La La (Sexy Miss)"                                      | Doc Ness & E-Rise (co-produced by Crucial L. & Psycho) | Red Rat         |
| 4  | "Ce Soir Je Lui Dis Tout"                                      | Doc Ness & E-Rise                                      |                 |
| 5  | "Mal De Guerre"                                                | Le Son Des Anges                                       |                 |
| 6  | "L'enfer Du Samedi Soir"                                       | Chyns                                                  | Zoxea           |
| 7  | "Interlude (Cynthia)"                                          | Doc Ness & E-Rise                                      |                 |
| 8  | "Cynthia"                                                      | Dalvin                                                 |                 |
| 9  | "STP"                                                          | The Bionix                                             |                 |
| 10 | "Cette Fille"                                                  | The Bionix                                             |                 |
| 11 | "Regarde Maman / Je Suis Prêt Pour La Bataille [Hidden Track]" | Doc Ness & E-Rise                                      |                 |

## Ediciones alternativas
- La primera versión contenía un calendario de edición limitada, además de una pista adicional la canción OH! junto con la cantante Ciara.
- El álbum fue nuevamente lanzado con una pista adicional It's Alright que contaba con la colaboración del cantante Ricky Martin
- Meses más tarde, una segunda versión del álbum salía a la venta, pero esta vez con un DVD que contenía el tour del cantante.